# U-951
Unterseeboot 951 foi um submarino alemão do Tipo VIIC, pertencente a Kriegsmarine que atuou durante a Segunda Guerra Mundial.

## Comandantes
| Comandante          | Data                                       |
| ------------------- | ------------------------------------------ |
| Kptlt. Kurt Pressel | 3 de dezembro de 1942 - 7 de julho de 1943 |

## Subordinação
Durante o seu tempo de serviço, esteve subordinado às seguintes flotilhas:
| Período                                    | Flotilha                                  |
| ------------------------------------------ | ----------------------------------------- |
| 3 de dezembro de 1942 - 31 de maio de 1943 | 5. Unterseebootsflottille (treinamento)   |
| 1 de junho de 1943 - 7 de julho de 1943    | 9. Unterseebootsflottille (serviço ativo) |

## Operações conjuntas de ataque
O U-951 participou das seguinte operações de ataque combinado durante a sua carreira:
- Rudeltaktik Trutz (1 de junho de 1943 - 16 de junho de 1943)
- Rudeltaktik Trutz 2 (16 de junho de 1943 - 29 de junho de 1943)
- Rudeltaktik Geier 2 (30 de junho de 1943 - 7 de julho de 1943)